# 朝日山地
朝日山地（日语：／ Asahi sanchi */?）是日本新潟縣與山形縣越後山脈最北部的山地。範圍北至國道112號與出羽三山對望，南至113號與飯豐山地相隔。主峰大朝日岳為中心的主稜線又稱朝日連峰。

## 特徴
朝日山地是南北長60公里、東西長30公里的山塊。豪雪地帶的夏季殘雪、稜線上的高山植物、山麓至山腰的山毛欅原生林、深谷為此地特色。山形縣側雖有山形自動車道貫穿，但從月山交流道至湯殿山交流道之間是以月山道路連接，同時也是寒河江川的源頭，並建有寒河江水壩。新潟縣側則是三面川源頭，三面水壩上游的奧三面水壩已於近年完成。

## 自然
標高1,200公尺以下是山毛欅為中心的闊葉林，上方1,200-1,400公尺是深山楢（ミヤマナラ）與峰楓等為主的落葉低木林，1,600公尺以上的高山帶則有偃松低木林。大部分區域已被劃入磐梯朝日國立公園内。山地內的動物包含了日本睡鼠、日本長鬃山羊、日本黑熊等哺乳類，以及金鵰、熊鷹、蒼鷹、遊隼等猛禽類在內的37科101種鳥類。因此，1984年（昭和59年）成立國指定大鳥朝日鳥獸保護區（稀少鳥獸生息地）（面積38,285公頃，其中特別保護地區8,611公頃）。

## 主要山岳
包含主岳大朝日岳 (1,870m) 在內，北起為障子岳 (1,482m) 、三角峰 (1,520m) 、オツボ峰 (1,582m) 、以東岳 (1,771m) 、三方境 (1,591m) 、寒江山 (1,695m) 、龍門山 (1,688m) 、西朝日岳 (1,814m) 、大朝日岳 、小朝日岳 (1,647m) 、鳥原山 (1,430m) 、祝瓶山 (1,417m) 。